# Grotte Bayol
La grotte Bayol, dite également grotte des Colonnes, est située sur la commune de Collias dans le département du Gard, région Occitanie en France. 
Elle est une des cinq grottes ornées connues dans le département et contient des peintures non datées et attribuées par des auteurs anciens à l'aurignacien. Découvertes en 1927 par l'abbé Jean-Frédéric Bayol (1870-1952), quelques-unes sont remarquables sous divers aspects.
L'abbé, à qui elle doit son nom, n'y a trouvé comme mobilier dans l'entrée de la cavité que de rares silex d'époque mousterienne et de nombreux ossements de bouquetins. le matériel est conservé au Muséum de Nîmes
La grotte est classée monument historique depuis 1931.

## Situation
La grotte se trouve à un peu moins de 2 km à vol d'oiseau au sud-est du village, dans la combe de l'Ermitage au lieudit « Les Costelles », surplombant d'environ 80 m le lit d'un petit cours d'eau saisonnier ce qui lui donne de 100 et 150 m d'altitude (chiffre exact inconnu). 

## Description
Sa longueur totale est de 168 m.

## Archéologie

### Peintures
La grotte Bayol est une des cinq grottes ornées connues dans le département du Gard,. Elle contient notamment des peintures aurignaciennes découvertes en novembre 1927 par l'abbé Jean-Frédéric Bayol (1870-1952)
,.
Trois peintures utilisent en partie des aspects de la roche, une utilisation courante pour les dessins préhistoriques - voir par exemple Arcy. 
Parmi les peintures, la plus connue est, dans le couloir d'entrée, celle d'un bouquetin doublement remarquable parce qu'il est dessiné en entier et parce que son ventre porte des rayures transversales,. Encore dans les années 1950, ce dessin de bouquetin était le plus complet et le plus représentatif de cette région. Le même couloir porte aussi une petite tête de capridé, une esquisse indéterminée (félidé ou bouquetin) et des signes divers, le tout en rouge.
La salle qui suit ne porte que des dessins en noir dont les traits sont souvent recouverts de concrétions. Ce sont une esquisse de proboscidien (mammouth ?) et peut-être un arrière-train de bison.
Au-delà, une plus grande salle abrite une tête de poisson ou de serpent dont l’œil est déterminé par une petite excroissance rocheuse et le dos par un autre relief naturel,. On y trouve aussi une petite figure d'ours avec les membres postérieurs en perspective frontale, et au-dessus de l'ours une figure indéterminée, de facture plutôt grossière, à l'ocre jaune. Sur le même côté de la salle se trouve une belle représentation de cervidé, qui utilise des accidents naturels de la roche pour les membres antérieurs, la tête et les bois. Le corps est orienté vers la gauche, mais la tête est vue presque de face. Les membres postérieurs ne sont pas dessinés, ni naturellement ni par l'homme : l’artiste s'est contenté de tracer un trait noir pour la ligne du dos et la queue, et de petites retouches discrètes pour les yeux et ajouter quelques andouillers,.
Le panneau à gauche dans la même salle présente cinq mains positives, gauches et droites, réalisées par impression directe sur la roche de mains chargées d'ocre jaune ; une tête de cheval au trait noir, dont le chanfrein et le garrot sont représentés par des "accidents" naturels de la roche ; l'évocation, à peine esquissée par une seule ligne brun-rouge, de l'avant-train, du dos et de la queue d'un félin (sans membres) dont la tête est légèrement voilée par une coulée de calcite ; une ébauche indéterminée ; une autre ébauche à l'ocre jaune, évoquant une tête de bovidé tournée vers la gauche.
L'abbé Bayol mentionne des signes rouges en forme de C ou de O, que Drouot n'a pas retrouvés. Il y a aussi des figures géométriques simples (lignes droites, angles) ; et des traces noires, que certains ont attribué à des frottis de torches mais certains groupes de ces marques forment des motifs souvent compliqués et qui semblent correspondre à une autre finalité que celle d'un simple frottis. 
Les peintures de la grotte sont toutes en tracés linéaires : aucune figure n'est remplie ; seules les silhouettes sont évoquées, en contours généralement très simples, plus souvent en rouge qu'en noir. Elles se rattachent à l'aurignaco-périgordien et, après les grottes à gravures des gisements proto-aurignaciens ardéchois, elles sont les plus représentatives de l’art pariétal du Languedoc dans les départements de l'Ardèche, de l'Hérault et du Gard.

### Faune
Les vestiges de faune incluent renne, cerf, bouquetin, cheval, bœuf, castor, panthère, lion et ours.

## Conservation, protection
Elle est classée au titre des monuments historiques par arrêté du 24 août 1931.
L'entrée ayant été agrandie pour les besoins de l'exploration, l'humidité accrue dans la grotte a fortement attaqué les peintures près de l'entrée.